# زمین‌لرزه آوریل ۱۹۰۶ تایوان
زمین‌لرزه تایوان در تاریخ ۱۳ آوریل ۱۹۰۶ میلادی، برابر با ‎۲۳ فروردین ۱۲۸۵، ساعت ۱۹:۱۸:۰۰ به زمان یوتی‌سی در تایوان رخ داد. ژرفای این زلزله ۵ کیلومتر بود. بزرگی آن ۷٫۱ در مقیاس بزرگای سازمان هواشناسی ژاپن (Mj) اعلام شده‌است. زمین‌لرزه به وقت محلی در روز شنبه، ساعت ۳ روی داده و منطقه زمانی آن یوتی‌سی +۸ بوده‌است.
سازمان زمین‌شناسی آمریکا نیز جای این زمین‌لرزه را در مختصات ۲۳°۲۴′شمالی ۱۲۰°۲۴′شرقی / ۲۳٫۴°شمالی ۱۲۰٫۴°شرقی و بزرگی آنرا برابر با ۶٫۵ در مقیاس ریشتر اعلام کرده‌است.
شمار کشتگان زلزله حدود ۱۵ نفر بوده‌است. تعداد زخمیان ۸۴ نفر برآورده شده‌است.